# 노래 하나 추억 둘
《최소영의 노래 하나 추억 둘》은 WBS 원음방송(수도권 FM 89.7㎒)에서 매일 아침 9시부터 11시까지 방송되는 8090가요 라디오 프로그램이며, DJ는 최소영이다.

## 역사
2001년 9월 12일 WBS 원음방송 개국과 함께 첫방송을 시작했고, 첫방송 당시부터 2003년 11월 2일까지는 진문진 교무가 진행했고, 2003년 11월 3일부터 길은정이 진행했으나, 길은정이 사망하면서 2005년 1월 24일부터 2005년 4월 3일까지는 가수 임지훈이 진행했고, 2005년 4월 4일부터 2006년 3월 26일까지는 가수 윤세원이 진행했고, 2006년 3월 27일부터 2007년 10월 6일까지는 가수 홍서범이 진행했고, 2007년 10월 8일부터 2015년 4월 5일까지는 가수 장철웅이 진행했고, 2015년 4월 6일부터 2020년 2월 28일까지는 가수 이규석이 진행했다가 2020년 3월 2일부터 2021년 5월 28일까지는 진행자인 가수 임주연이 진행했고 2021년 5월 31일부터 현재까지는 WBS 원음방송 프로듀서 최소영이 진행하여 오늘에 이르고 있다.

## 역대 방송시간
| 방송 채널    | 방송 기간                         | 방송 시간                       |
| ------------ | --------------------------------- | ------------------------------- |
| WBS 원음방송 | 2001년 9월 12일 ~ 2002년 3월 31일 | 매일 밤 9:00 ~ 밤 11:00         |
| WBS 원음방송 | 2002년 4월 1일 ~ 2003년 11월 2일  | 매일 저녁 8:00 ~ 밤 10:00       |
| WBS 원음방송 | 2003년 11월 3일 ~ 2005년 4월 3일  | 매일 저녁 7:05 ~ 밤 9:00        |
| WBS 원음방송 | 2005년 4월 4일 ~ 2005년 9월 4일   | 매일 저녁 6:05 ~ 저녁 8:00      |
| WBS 원음방송 | 2005년 9월 5일 ~ 2006년 3월 26일  | 매일 오후 3:00 ~ 저녁 5:00      |
| WBS 원음방송 | 2006년 3월 27일 ~ 2007년 10월 6일 | 월~토요일 오후 2:05 ~ 오후 4:00 |
| WBS 원음방송 | 2007년 10월 8일 ~ 2015년 9월 20일 | 매일 오후 2:05 ~ 오후 4:00      |
| WBS 원음방송 | 2015년 9월 21일 ~ 2016년 5월 1일  | 매일 오후 2:00 ~ 오후 4:00      |
| WBS 원음방송 | 2016년 5월 2일 ~ 2019년 1월 4일   | 평일 낮 12:00 ~ 오후 2:00       |
| WBS 원음방송 | 2019년 1월 7일 ~ 2020년 3월 1일   | 매일 낮 12:00 ~ 오후 2:00       |
| WBS 원음방송 | 2020년 3월 2일 ~ 현재             | 매일 아침 9:00 ~ 11:00          |